# Бьёрн Харальдсен Железнобокий
Бьё́рн Харальдсен Железнобо́кий (дат. Bjørn Haraldsen Jernside; ум. 1134) — сын Харальда Копьё и норвежской принцессы Рагнильд Магнусдоттер, дочери короля Норвегии Магнуса III Голоногого. Отец королевы Швеции Кристины Датской.

## Биография
Бьёрн Харальдсен был сыном Харальда Копьё и норвежской принцессы Рагнильд Магнусдоттер, дочери короля Норвегии Магнуса III Голоногого. У него было по крайней мере 11 братьев, многие из которых были внебрачными сыновьями его отца от разных женщин.
Во время междоусобной войны Бьёрн вместе с братом Эриком перешёл на сторону дяди Эрика Эмуна, в то время когда их отец сражался на стороне короля Нильса. После убийства Нильса королём стал их дядя Эрик II. Согласно Саксону Грамматику, однажды братья в тайне встретились с людьми своего отца и никому не стали об этом рассказывать. Эрик II узнал об этом и решил через какое-то время испытать верность своих племянников. Он вызвал их к себе и стал расспрашивать их о цели визита людей своего отца. Братья сказали, что советовали отцу бежать в Норвегию, но Эрик II не поверил им и поместил под стражу в замок Шлезвиг. 
Спустя некоторое время они были утоплены по приказу своего дяди Эрика II, несмотря на обещанное им помилование.

## Семья
Был женат на Катарине Ингесдоттер, дочери короля Швеции Инге I Старшего и королевы Хелены. У них была дочь Кристина Бьёрнсдоттир, ставшая супругой короля Швеции Эрика IX.